# 張剣飛
張 剣飛（ちょう けんひ、ジャーン・ジエンフェイ、1962年11月 - ）は、中華人民共和国の官僚、政治家。

## 経歴
1962年11月、湖南省邵東県で生まれる。1983年8月に同済大学道路と交通工程系は道路工程学専攻を卒業。1987年7より米国留学、カリフォルニア大学バークレー校にて修士・博士号を取得。帰国後、世界銀行中国モンゴル局交通運輸処に入局。
1992年8月からは中華人民共和国交通部道路計画設計院の副技師、助院長、副院長、研究院院長、公路司司長などを務める。
2007年11月、党務に転じて湖南省に赴任し、長沙市党委員会副書記、市長代行に就任した。長沙市第14期人民代表大会第1回で2013年1月3日、市長代行の張剣飛が市長に選出された。2013年11月、湖南省副省長に昇格。翌月20日、長沙市市長を退任する。2017年7月には湖南省人民政府国有資産監督管理委員会党委員会書記を兼務する。2018年1月28日、湖南省副省長を退任する。2019年5月、中国共産党湖南省委員会秘書長に任命される。